# 格日（丙）遗址
格日（丙）遗址，位于中国青海省尖扎县昂格乡格日村，为青海省市县级文物保护单位，公布日期为1986年9月16日，类型为古遗址。
格日（丙）遗址的历史年代为齐家文化、卡约文化、唐汪式。